# ABC dei ragazzi
ABC dei ragazzi è stato un periodico a fumetti, inserto della rivista di politica e costume ABC, stampato dal 1963 al 1965. Diretto dal primo numero fino al 1964 da Gaetano Baldacci, dal 1964 alla cessazione da Antonio Terzi.
Le storie a puntate proseguiranno, alla cessazione dell'inserto, nella rivista principale.

## Pubblicazioni
Le principali pubblicazioni:
- Il ranger solitario, di Fran Striker e Charles Flanders
- Artiglio d'acciaio, di Jesús Blasco
- Valhardi, di Jijé

## Fonti
- Fondazione Franco Fossati, su lfb.it.